# Carnaubais (Piauí)
A região Carnaubais é uma dos doze Territórios de Desenvolvimento do Piauí, regiões criadas pela Lei Complementar Nº 87/2007 e ratificadas pela Lei 6.967/2017 , em que se dividem o estado para fins de planejamento político/administrativo e implementação de projetos intermunicipais entre localidades dentro do mesmo polo, além de fornecer dois assentos para os Conselhos do Governo do Piauí..

## Municípios
Municipalidades listadas em ordem alfabética:
- Assunção do Piauí
- Boa Hora
- Boqueirão do Piauí
- Buriti dos Montes
- Cabeceiras do Piauí
- Campo Maior
- Capitão de Campos
- Castelo do Piauí
- Cocal de Telha
- Jatobá do Piauí
- Juazeiro do Piauí
- Nossa Senhora de Nazaré
- Novo Santo Antônio
- São João da Serra
- São Miguel do Tapuio
- Sigefredo Pacheco

Os municípios deste território se localizam em várias regiões geográficas intermediárias, utilizada para fins estatísticos do IBGE, incluindo todos os integrantes da Região Geográfica Imediata de Campo Maior; Boa Hora e Cabeceiras do Piauí fazem parte da Região Geográfica Imediata de Barras; Capitão de Campos, da Região Geográfica Imediata de Piripiri; e Novo Santo António, da Região Geográfica Imediata de Teresina  e no passado faziam parte da Microrregião de Campo Maior, exceptuando Boa Hora e Cabeceiras do Piauí, que faziam parte da Microrregião do Baixo Parnaíba Piauiense. 